# 穆根施图尔姆
穆根施图尔姆是德国巴登-符腾堡州的一个市镇。总面积11.56平方公里，总人口6150人，其中男性3031人，女性3119人（2011年12月31日），人口密度532人/平方公里。